# Teflon Don
Teflon Don ist das vierte Musikalbum des US-amerikanischen Rappers Rick Ross. Es erschien am 20. Juli 2010 über Ross’ Label Maybach Music Group sowie über Slip-n-Slide Records und Def Jam Recordings. Teflon Don konnte Platz 2 der US-amerikanischen Album-Charts erreichen. Als Singles wurden die Lieder Super High, B.M.F. (Blowin' Money Fast) und Aston Martin Music veröffentlicht.

## Titelliste
1. I'm Not a Star – 3:00
2. Free Mason (feat. Jay-Z und John Legend) – 4:07
3. Tears of Joy (feat. CeeLo Green) – 5:33
4. Maybach Music III (feat. T.I., Jadakiss und Erykah Badu) – 4:26
5. Live Fast, Die Young (feat. Kanye West) – 6:13
6. Super High (feat. Ne-Yo) – 3:46
7. No. 1 (feat. Trey Songz und Diddy) – 3:54
8. MC Hammer (feat. Gucci Mane) – 4:59
9. B.M.F. (Blowin' Money Fast) (feat. Styles P.) – 4:10
10. Aston Martin Music (feat. Drake und Chrisette Michele) – 4:30
11. All the Money in the World (feat. Raphael Saadiq) – 4:40

Bonus-Titel bei iTunes
- Audio Meth (feat. Raekwon) – 3:17

## Rezeption

### Kritik
Das deutsche Hip-Hop-Magazin Juice behandelte Teflon Don in ihrer Rubrik „Battle of the Ear“, in der polarisierende Tonträger besprochen werden. Im Rahmen dieser Kritik wurden zwei Wertungen an das Album vergeben, fünfeinhalb von möglichen sechs sowie dreieinhalb von möglichen sechs „Kronen.“ In der positiven Kritik wird Teflon Don als „Gangstablues als abendfüllendes Format, Mafiasoul in HD“ charakterisiert. Rick Ross beschreibe das Leben wie es sein sollte, jedoch niemals sei. Dazu werden die Beats des Albums gelobt. In der zweiten Kritik werden zwar Stücke wie Tears of joy als „grandios“ und Live fast, die young als „unfassbar großartig“ gelobt, dennoch erhalte der Fan nicht das Ergebnis, was er sich wünsche. So vermisse der Redakteur vor allem die Kohärenz und „Quality Control“, die Ross auf seinen ersten drei Alben durchgesetzt habe. Bei Teflon Don könne nur auf hohem Niveau gemeckert werden, dennoch sei beim vierten Album die Luft raus.

### Erfolg
Teflon Don wurde in der ersten Woche 176.000 Mal in den Vereinigten Staaten verkauft. Damit erreichte Rick Ross Position 2 der Billboard-200-Charts, hinter dem Rapper Eminem, der in derselben Woche 187.000 Einheiten seines Albums Recovery verkaufen konnte. Nachdem seine ersten drei Alben Platz 1 der Album-Charts erreichen konnten, ist Teflon Don das erste Album von Rick Ross, das sich nicht auf der höchste Position in den Vereinigten Staaten platzieren konnte. In den kanadischen Charts stieg Teflon Don auf Platz 17 der Album-Hitparade ein.
Die erste Single Super High konnte Position 100 der Single-Charts belegen. B.M.F. (Blowin' Money Fast) erreichte Platz 60 der US-amerikanischen Single-Charts. Die erfolgreichste Single ist Aston Martin Music, die bis auf Rang 33 in der Hitparade steigen konnte.